# Équipe d'Algérie de football en 1997
L'équipe d'Algérie de football participe lors de cette année à la qualifications à la Coupe d'Afrique des nations de football 1998. L'équipe d'Algérie est entraînée par Hamid Zouba.

## Déroulement de la saison

### Classement FIFA 1997
Le tableau ci-dessous présente les coefficients mensuels de l'équipe d'Algérie publiés par la FIFA durant l'année 1997.
| Mois | janv. | fév. | Mars | Avril | Mai | Juin | Juillet | Août | sept. | oct. | nov. | déc. |
| Rang | 49    | 53   | 53   | 56    | 59  | 60   | 60      | 47   | 51    | 53   | 55   | 59   |

### Classement de la CAF
Le tableau ci-dessous présente les coefficients mensuels de l'équipe d'Algérie dans la CAF publiés par la FIFA durant l'année 1997.
| Mois | janv. | fév. | Mars | Avril | Mai | Juin | Juillet | Août | sept. | oct. | nov. | déc. |
| Rang | 8     | 9    | 9    | 9     | 11  | 11   | 11      | 9    | 9     | 9    | 10   | 10   |

## Les matchs
| Date                    | Stade, Ville, Pays                                            | Adversaire    | Score | Comp | Buteurs algériens :                                                                        |
| 4 janvier 1997          | Stade Taïeb-Mehiri Sfax, Tunisie                              | Tunisie       | 0 - 0 | A    |                                                                                            |
| Dimanche12 janvier 1997 | Bourj Hammoud Stadium Beyrouth, Liban                         | Liban         | 2 - 2 | A    | Wartan Ghazarian 73e ,Wael Nezha 81e / Lounici 45e (pen.), Tasfaout 88e - Salim Fennazi 83 |
| 26 janvier 1997         | Stade omnisports Modibo-Keïta Bamako, Mali (Q can 1998 ) 2erj | Mali          | 0 - 1 | QCAN |                                                                                            |
| 23 février 1997         | Stade de l'Amitié Cotonou, Bénin ( Q can 1998 ) 3ej           | Bénin         | 1 - 1 | QCAN | Tasfaout 51e                                                                               |
| 31 mai 1997             | Stade Taïeb-Mehiri Sfax, Tunisie                              | Tunisie       | 1 - 0 | A    | Tasfaout 49e                                                                               |
| 5 juin 1997             | Stade Léopold-Sédar-Senghor Dakar, Sénégal                    | Sénégal       | 0 - 0 | A    |                                                                                            |
| 22 juin 1997            | Stade de Bouaké Bouaké, Côte d'ivoire ( Q can - 1998 ) 4ej    | Côte d'Ivoire | 1 - 2 | QCAN | Dziri 17e                                                                                  |
| 13 juillet 1997         | stade du 5-Juillet-1962 Alger, Algérie 5ej                    | Mali          | 1 - 0 | QCAN | Kherris 18e                                                                                |
| 27 juillet 1997         | stade du 5-Juillet-1962 Alger, Algérie (Q can - 1998 ) 6ej    | Bénin         | 2 - 0 | QCAN | Tasfaout 13e, Benzerga 27e                                                                 |
| 28 septembre 1997       | National Stadium Dar es Salaam, Tanzanie                      | Kenya         | 0 - 1 | A    |                                                                                            |
| 30 septembre 1997       | National Stadium Dar es Salaam, Tanzanie                      | Zambie        | 0 - 1 | A    |                                                                                            |
| 4 octobre 1997          | National Stadium Dar es Salaam, Tanzanie                      | Tanzanie      | 1 - 0 | A    | Dahleb 71e                                                                                 |
| 20 décembre 1997        | Aswan Stadium Aswan, Égypte                                   | Égypte        | 2 - 1 | A    | Benamara 42e, Saïb 60e (pen.)                                                              |
| 22 décembre 1997        | Stade international du Caire Le Caire, Égypte                 | Togo          | 0 - 1 | A    |                                                                                            |
| 24 décembre 1997        | Stade international du Caire Le Caire, Égypte                 | Égypte        | 2 - 1 | A    | Adjali 5e, Tasfaout 57e                                                                    |

Légende: A : Match amical  / QCAN : Qualifications à la Coupe d'Afrique des nations de football 1998

### Bilan
| Rang | Équipe  | Pts | J  | G | N | P | Bp | Bc | Diff |
| ---- | ------- | --- | -- | - | - | - | -- | -- | ---- |
| #    | Algérie | -   | 15 | 6 | 4 | 5 | 13 | 11 | +2   |